# شارون دونيلي
شارون دونيلي هي تريثلت كندية، ولدت في 24 أغسطس 1966 في تورونتو في كندا.

## وصلات خارجية
- شارون دونيلي على موقع أوليمبيديا (الإنجليزية)
- شارون دونيلي على موقع اللجنة الأولمبية الكندية (الإنجليزية)
- شارون دونيلي على موقع اتحاد ألعاب الكومنولث (مؤرشف) (الإنجليزية)